# Axel Rudi Pell

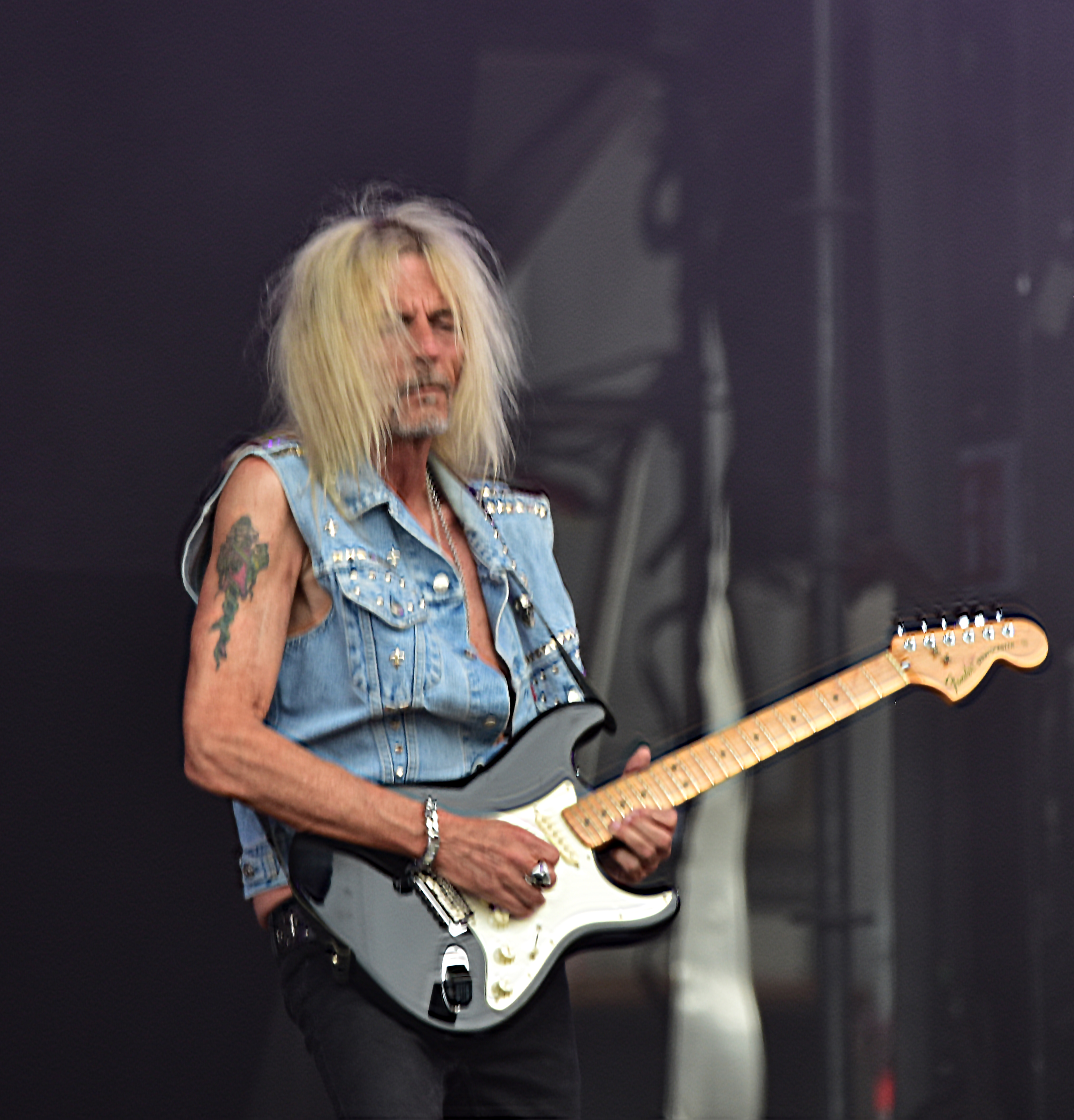
Axel Rudi Pell (Wacken Open Air 2024)

Axel Rudi Pell, född 26 juni 1960 i Bochum, är en tysk gitarrist. Han har bland annat spelat i gruppen Steeler (1981-1989, 2014). Pell har också spelat i banden Onkel Tom Angelripper (1995) och X-Mas Project (1985, 1995). Han har sedan slutet av 1980-talet gjort solokarriär och arbetat med bland annat Jeff Scott Soto. 

## Diskografi

### Steeler
- Steeler (1984)
- Rulin' the Earth (1985)
- Strike Back (1986)
- Undercover Animal (1988)

### X-Mas Project
- X-Mas Project (1986)
- X-Mas Project Vol. II (1995)

### Solo
- Wild Obsession  (1989)
- Nasty Reputation (1991)
- Eternal Prisoner (1992)
- Between the Walls (1994)
- Black Moon Pyramid (1996)
- Magic (1997)
- Oceans Of Time (1998)
- The Ballads II (1999)
- The Masquerade Ball (2000)
- The Wizard's Chosen Few (samlingsalbum) (2000)
- Shadow Zone (2002)
- Knights Live (Live) (2002)
- Knight Treasures (Live & More) (DVD) (2002)
- Kings And Queens (2004)
- The Ballads III (2004)
- Mystica (2006)
- Diamonds Unlocked (2007)
- Live Over Europe 2008 (DVD) (2008)
- Tales of the Crown (2008)
- The Best of Axel Rudi Pell: Anniversary Edition (2009)
- One Night Live (DVD) (2010)
- The Crest (2010)
- The Ballads IV (2011)
- Circle of the Oath (2012)
- Live On Fire (Live CD/Live DVD) (2013)
- Into the Storm (2014)
- Magic Moments (Live CD/Live DVD) (2015)
- Game of Sins (2016)
- The Ballads V (2017)
- Knights Call (2018)
- XXX Anniversary Live (2019)
- Sign of the Times (2020)
- Diamonds Unlocked II (2021)
- Lost XXIII (2022)
- The Ballads VI (2023)
- Risen Symbol (2024)

### Gästframträdanden
- Onkel Tom Angelripper - Ein schöner Tag... (1996) - (Gästgitarr)
- Roland Grapow - The 4 (Four) Seasons of Life (1997) - gitarrsolo på "The Winner"
- Rob Rock - Eyes of Eternity (2003) - gitarrsolo på "The Hour of Dawn"
- Doro - 25 Years in Rock... and Still Going Strong (2010) - gästgitarrer på "East Meets West (Warlock Cover)"
- Enrichment - EP 2012 (2012) - gästgitarrer på "Reanimate Your Roots (featured version)"
- Wolfpakk - Rise of the Animal (2015) - gästgitarrer på "Rise of the Animal"
- The Carsten Lizard Schulz Syndicate - The Day the Earth Stopped Turning (2015) - (Gästgitarr)
- FB1964 - Störtebeker (2017) - gästgitarrer på "Victual Brothers"
- Secret Discovery - Truth, Faith, Love (2023) - gitarrsolo på "In My Life"